# طلال بن عبد العزيز آل سعود
طلال بن عبد العزيز آل سعود (1 ربيع الآخر 1350 هـ / 15 أغسطس 1931 - 15 ربيع الآخر 1440 هـ / 22 ديسمبر 2018م): أمير سعودي، الابن الثامن عشر من أبناء الملك عبد العزيز بن عبد الرحمن آل سعود الذكور. أول وزير للمواصلات من 1372 هـ - 1374 هـ ثم وزيرًا للمالية من 1380 هـ - 1381 هـ ثم سفير في فرنسا. تزعم حركة الأمراء الأحرار التي طالبت بإنشاء حكم دستوري برلماني في البلاد، وفصل أسرة آل سعود المالكة عن الحكم، والمساواة بين الرجال والنساء.

## نشأته
ولد الأمير طلال بن عبد العزيز في مدينة الطائف بقصر شبرا التاريخي، وقد نشأ في مدينة الرياض، وتحديداً في قصر المربع، والتحق في سن السادسة بمدرسة الأمراء الخاصة بأنجال الملك عبد العزيز، والتي كان يُشرف عليها الشيخ عبد الله خياط إمام الحرم المكي آنذاك، ويعاونهُ الأستاذ أحمد علي الكاظمي، وفي سن العاشرة انتقل الأمير طلال إلى مصر بقصد العلاج، وفي عام 1365هـ/1946م زار الأمير طلال مصر في معية والده في عهد الملك فاروق.

## مناصبه الحكومية
كانت بداية دخوله للحياة العملية في عام 1372 هـ عندما عُيّن وزيرًا للمواصلات ليكون أول وزيرٍ لها، وظل يتولى شؤونها حتى عام 1374 هـ عندما عُيّن نائبًا لوزير المالية، وفي عام 1380 هـ عُيّن وزيرًا للمالية. وفي عام 1381 هـ تَرك الوزارة وعُيّن سفيرًا للمملكة لدى فرنسا، وقد صدر للأمير سلسلة مقالات في جريدتي القدس والقبس، حيث تطرقت إلى مشكلات الوطن العربي التي تتعلق بحوارات الخطاب الثقافي المطروح على الساحات العربية دينياً، وثقافياً، وقومياً.

## حركة الأمراء الأحرار
في عام 1958 أسّس مع أربعة من إخوته حركة الأمراء الأحرار وذلك بسبب التوترات الحاصلة بين الملك سعود والأمير فيصل، ونادت الحركة بإنشاء حكم دستوري برلماني وإبعاد أسرة آل سعود عن شئون الحكم، وبعد تأسيس الحركة غادر السعودية إلى مصر واستضافه الرئيس المصري السابق جمال عبد الناصر الذي كان يناهض الحكم الملكي المطلق، وقام الملك سعود بسحب الجواز الدبلوماسي منه، وظلَّ مقيمًا في مصر حتى سمح له بالعودة في عهد الملك فيصل بشرط عدم تدخله في شؤون الحكم.
وفي 16 نوفمبر 2011 أعلن استقالته من هيئة البيعة، وأعلن إنه رفعها لأخيه الملك عبد الله، وتأتي استقالته بعد ثلاثة أسابيع من تعيين أخيه غير الشقيق الأمير نايف بمنصب ولي العهد. وبعد وفاة الأمير نايف وقيام الملك عبد الله بتعيين الأمير سلمان وليًا للعهد قال إن هيئة البيعة لم تدع للاجتماع للتشاور حول هذا التعيين، وقال إن الملكيات العربية يجب أن تتغير إلى ملكيات دستورية لأن الممالك المطلقة لم تعد تواكب هذا العصر، وتوقع انهيار السعودية مثل الاتحاد السوفيتي.

### بعيدًا عن السياسة
بعد عودته للسعودية ظل يعمل بعيدًا عن السياسة في أمور تنموية وتعليمية، حيث قام بعام 1980 بتأسيس «برنامج الخليج العربي لدعم منظمات الأمم المتحدة الإنمائية»، وذلك بغرض دعم جهود التنمية البشرية المستدامة في دول العالم النامية، ومن خلال هذا البرنامج قام وبالتعاون مع شركاء دوليين بإنشاء عدد من المؤسسات وهي:
- مؤسسة منتور.
- المجلس العربي للطفولة والتنمية.
- مركز المرأة العربية للتدريب والبحوث (كوتر).
- الشبكة العربية للمنظمات الأهلية.
- بنك الفقراء.
- الجامعة العربية المفتوحة.
- الجمعية السعودية للتربية والتأهيل لرعاية الأطفال المعاقين من ذوي متلازمة داون.
- جائزة برنامج الخليج العربي العالمية للمشروعات التنموية الرائدة.

### المناصب التي تولاها
تولى عدد من المناصب وعضويات في عدد من الجمعيات والمنظمات:
- رئيس برنامج الخليج العربي لدعم منظمات الأمم المتحدة الإنمائية.
- رئيس المجلس العربي للطفولة والتنمية.
- رئيس مجلس أمناء الشبكة العربية للمنظمات الأهلية.
- رئيس مجلس أمناء مركز المرأة العربية للتدريب والبحوث.
- رئيس مجلس أمناء الجامعة العربية المفتوحة.
- الرئيس الفخري للجمعية السعودية للتربية والتأهيل.
- الرئيس الفخري للجمعية السعودية لطب الأسرة والمجتمع ورئيس الأعضاء الشرفيين.
- الرئيس الشرفي لمعهد أمين الريحاني في واشنطن.
- الرئيس الفخري لجمعية إبصار الخيرية للتأهيل وخدمة الإعاقة البصرية.
- الرئيس الفخري لوحدة منظمة التجارة العالمية، مركز التمييز بالإدارة.
- سفير المملكة العربية السعودية لدى فرنسا.
- عضو مجلس أمناء مؤسسة منتور.
- عضو مؤسس في اللجنة المستقلة للقضايا الإنسانية الدولية.
- عضو رابطة معهد باستور في باريس.
- عضو منتدى الفكر العربي.
- المبعوث الخاص لليونسكو للمياه.
- المبعوث الخاص لليونسيف.

## أسرته
| الزوجة                                        | أبناؤه منها |
| --------------------------------------------- | --- |
| غير معروفة                                    | الأمير فيصل (مواليد 1949، متوفي)                                                                                               |
| منى بنت رياض الصلح (مطلقة)                    | الأمير الوليد، الأميرة ريما، والأمير خالد                                                                                      |
| موضي بنت عبد المحسن العنقري (مطلقة، متوفية)   | الأمير تركي، الأميرة سارة، والأميرة نورة                                                                                       |
| الأميرة ماجدة بنت تركي بن خالد الأحمد السديري | الأميرة الجوهرة، الأمير عبد العزيز، الأمير عبد الرحمن، الأميرة هبة الله، الأميرة مها، الأمير منصور، الأمير محمد، والأمير مشهور |

## وفاته
توفي الأمير طلال بن عبد العزيز آل سعود في يوم السبت 15 ربيع الثاني 1440 هـ، الموافق 22 ديسمبر 2018، عن عمر ناهز 87 عاما بعد صراع طويل مع المرض، وغرّد نجله الأمير عبد العزيز بن طلال: «انتقل إلى رحمة الله الأمير طلال بن عبد العزيز غفر الله له وأسكنه فسيح جناته اليوم السبت». وأعلن الديوان الملكي السعودي في بيان رسمي عن وفاته يوم السبت 15 ربيع الثاني 1440هـ الموافق 22 ديسمبر 2018. وقد صُلّي عليه صلاة الميت عقب صلاة العصر يوم الأحد 16 ربيع الآخر 1440هـ الموافق 23 ديسمبر 2018 في جامع الإمام تركي بن عبد الله في مدينة الرياض، وقد تقدم المصلين عليه الملك سلمان بن عبد العزيز آل سعود وعدد من الأمراء وأبنائه وعدد من المسؤولين ونقل جثمانه إلى مقبرة العود حيث دُفِن هناك.

## روابط خارجية
- طلال بن عبد العزيز آل سعود على موقع مونزينجر (الألمانية)

| سبقه متعب                       | ترتيب أبناء الملك عبد العزيز     | تبعه مشاري                              |
| سبقه لا يوجد                    | وزير المواصلات 1372 هـ - 1374 هـ | تبعه سلطان بن عبد العزيز آل سعود        |
| سبقه فيصل بن عبد العزيز آل سعود | وزير المالية 1380 هـ - 1381 هـ   | تبعه محمد بن سعود بن عبد العزيز آل سعود |